# Naruto: The Broken Bond
Naruto: The Broken Bond è un videogioco sviluppato da Ubisoft Montréal e pubblicato da Ubisoft in esclusiva per Xbox 360. Il videogioco è uscito in tutto il mondo il 20 novembre 2008.
Il videogioco, in modalità storia, riparte da dove è terminato il primo capitolo, Naruto: Rise of a Ninja mantenendo i suoi stessi elementi di base. Alcune delle novità più importanti introdotte, sono le missioni da effettuare insieme ad un gruppo di altri personaggi, le battaglie a 3 in singolo e le battaglie due contro due on-line.

## Lista dei Personaggi
★ = Nuovi rispetto a Rise of a Ninja
| 1. Naruto Uzumaki 2. Sasuke Uchiha 3. Sakura Haruno 4. Neji Hyuga 5. Rock Lee 6. Shikamaru Nara 7. Choji Akimichi 8. Kiba Inuzuka 9. Temari 10. Kakashi Hatake 11. Orochimaru 12. Jiraiya 13. La Quinta Hokage: Tsunade★ 14. Jirobo★ 15. Kidomaru★ 16. Sakon & Ukon★ 17. Tayuya★ 18. Kimimaro Kaguya★ 19. Kabuto Yakushi★ 20. Il Terzo Hokage: Hiruzen Sarutobi 21. Itachi Uchiha★ 22. Kisame Hoshigaki★ 23. Zabuza Momochi 24. Haku 25. Gaara 26. Naruto (Tuta Verde)★ 27. Naruto (Modalità Volpe a Una Coda)★ 28. Sasuke (Segno Maledetto: Secondo Livello)★ 29. Itachi (Uniforme ANBU)★ 30. Sasuke (Divisa Finali Esame di Selezione dei Chunin) (download dal Marketplace, ora non più disponibile)★ 31. Aoi Rokusho (non selezionabile)★ 32. Il Primo Hokage: Hashirama Senju (Resuscitato dall'Edo Tensei) (non selezionabile) ★ 33. Il Secondo Hokage: Tobirama Senju (Resuscitato dall'Edo Tensei) (non selezionabile)★ 34. Gai Maito (non selezionabile)★ |

## Curiosità
- Pur essendo presenti nel gioco, i personaggi di Hashirama Senju, Tobirama Senju, Gai Maito ed Aoi Rokusho non sono stati inclusi nel roster dei personaggi giocabili;
- Nella Modalità Storia, Jiraiya durante alcune scene farà uso del Rasengan. Tuttavia questa tecnica non è stata inclusa nelle sue Mosse disponibili.